# Rachel Griffith

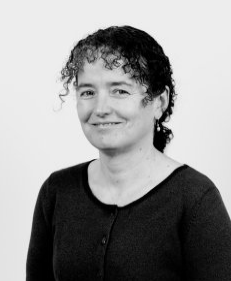
Rachel Griffith (2016)

Dame Rachel Susan Griffith DBE (* 16. Mai 1963) ist eine US-amerikanisch-britische Wirtschaftswissenschaftlerin und Hochschullehrerin.

## Werdegang, Forschung und Lehre
Griffith graduierte 1986 als Bachelor of Arts in Wirtschaftswissenschaft an der University of Massachusetts. Anschließend arbeitete sie für Ethical Investment Research Services, ehe sie ab 1989 parallel am City of London Polytechnic ein Masterstudium in Ökonometrie aufnahm. Nach Abschluss 1991 wechselte sie als Lecturer an die Hochschule, seit 1993 ist sie am Institute for Fiscal Studies tätig. Parallel zu ihrer Tätigkeit dort absolvierte sie zwischen 1993 und 1999 ein Ph.D.-Studium an der Keele University. Es folgten ab 2003 parallele Tätigkeiten beim University College London, wo sie 2007 zur Professorin berufen wurde, und seit 2010 als Professorin an der University of Manchester. Seit 2016 ist sie Direktorin für Forschung am Institute for Fiscal Studies.
Griffiths Arbeitsschwerpunkte liegen in den Bereichen Industrieökonomik, Ernährungsökonomie und Unternehmenssteuern. 
Seit 2011 ist sie Fellow der British Academy, seit 2016 der Econometric Society und seit 2017 der Academy of Social Sciences. 2012 bis 2014 leitete sie den wirtschaftswissenschaftlichen Bereich der British Academy. 2014 erhielt sie den Birgit-Grodal-Preis der Europäischen Ökonomischen Vereinigung.
Griffith stand 2015 – als erste Frau in der Geschichte der Organisation – als Präsidentin der Europäischen Ökonomischen Vereinigung vor. Von 2019 bis 2021 war sie Präsidentin der Royal Economic Society. 
2015 wurde sie zum Mitglied der Academia Europaea gewählt. 2017 wurde Griffith im Rang eines Commanders zum Ritter geschlagen. 2021 wurde sie als Dame Commander des Order of the British Empire in den Adelstand erhoben.